# Cho Hyun-chul
Cho Hyun-chul (en hangul, 조현철; nacido en Seúl el 24 de diciembre de 1986) es un actor y director surcoreano.

## Vida personal
Su hermano mayor es el rapero norteamericano Mad Clown (Jo Dong-min), tal y como este mismo reveló en 2018 en el programa Radio Star (MBC).
Interesado en principio por el cine de animación, intentó estudiar primero en el departamento de Humanidades de la Universidad de Sogang, pero abandonó al segundo semestre para matricularse en cine en la Universidad Nacional de Artes de Corea.

## Carrera
Después de graduarse en el Departamento de Cine en la Universidad Nacional de Artes de Corea, Cho Hyun-chul llamó la atención al dirigir cortometrajes como Scoliosis y Dempsey Roll: Confessions. Se había especializado en dirección, pero, como él mismo dice, «terminé actuando porque era divertido mientras ayudaba a mis amigos con su trabajo», y desde esos primeros pasos ha alternado su labor como director, y también guionista, con la actuación.
En 2014, uno de sus cortometrajes, Dempsey Roll: A confession, entró a formar parte de la película colectiva Romance in Seoul, dividida en seis partes y estrenada el mismo año.
Debutó como actor en una película comercial con Architecture 101 (2012). En Yeonga, cortometraje del mismo año, fue coprotagonista junto a Kim Go-eun, con quien volvería a coincidir en Coin Locker Girl (2015). En este filme dejó una fuerte impresión con su interpretación de Hong-joo, un joven con discapacidad intelectual. Se preparó para el papel visitando un hospital y tomando como modelo películas como The Master y Un método peligroso.
Debutó en televisión con el papel del joven reportero Heo Jong-tae en la serie Argon (2017). Dos años después tuvo un papel destacado en Recuerdos de la Alhambra: en ella es Choi Yang-joo, un experto en informática.
En 2021 fue el sargento de la policía militar Seok-bong Cho en la serie de Netflix D.P., reencontrándose con la directora Han Joon-hee seis años después de Coin Locker Girl.
En julio de 2022 firmó un contrato de representación exclusiva con la agencia Management MMM.

## Filmografía

### Cine

#### Como actor
| Año  | Título                                  | Hangul                   | Papel                         | Notas                                  | Ref.          |
| ---- | --------------------------------------- | ------------------------ | ----------------------------- | -------------------------------------- | ------------- |
| 2010 | Pounding Wing Chun                      | 두근두근 영춘권          | Hyun-cheol                    | Cortometraje                           | [ 12 ]        |
| 2010 | Scoliosis                               | 척추측만                 | Kook-young                    | Cortometraje - director y protagonista | [ 13 ] [ 1 ]  |
| 2012 | Architecture 101                        | 건축학개론               | Dong-gu                       |                                        | [ 3 ]         |
| 2012 | Yeonga                                  | 영아                     |                               | Cortometraje                           | [ 14 ]        |
| 2014 | Dempsey Roll: A confession              | 뎀프시롤:참회록          |                               | Cortometraje - director y protagonista | [ 15 ]        |
| 2015 | Coin Locker Girl                        | 차이나타운               | Hong-joo                      |                                        | [ 1 ] [ 2 ]   |
| 2016 | Tunnel                                  | 터널                     | Miembro del equipo de rescate |                                        | [ 16 ]        |
| 2016 | Master                                  | 마스터                   | Ahn Kyung-nam                 |                                        | [ 17 ] [ 18 ] |
| 2016 | My Sister Is Dead                       |                          | Ha-neul                       | Cortometraje                           |               |
| 2017 | The First Lap                           | 초행                     | Soo-hyun                      |                                        | [ 19 ]        |
| 2018 | Young Poem                              | 영시                     | Kwon-cheol                    | No llegó a estrenarse                  | [ 20 ]        |
| 2019 | Mal-Mo-E: The Secret Mission            | 말모이                   | Park Bong-doo                 |                                        |               |
| 2019 | The King of the Border                  | 국경의 왕                | Dong-cheol                    |                                        | [ 21 ] [ 22 ] |
| 2019 | Film Adventure                          | 영화로운 나날            | Young-hwa                     |                                        |               |
| 2020 | Samjin Company English Class            | 삼진그룹 영어토익반      | Choi Dong-soo                 |                                        | [ 23 ]        |
| 2020 | Best Friend                             | 이웃사촌                 | Young-cheol                   |                                        | [ 24 ]        |
| 2021 | Tasty Ending                            | 맛있는 영화              |                               | Pel. colectiva - parte Night Cruising  |               |
| 2022 | Boosruck                                | 부스럭                   | Hyeon-cheol                   | Cortometraje                           |               |
| 2023 | One Day Off - the Movie                 | 박하경 여행기            | Profesor de arte              |                                        |               |
| 2023 | Dirty Money                             | 더러운 돈에 손대지 마라  |                               |                                        |               |
| 2024 | Bogotá: Tierra de últimas oportunidades | 보고타: 마지막 기회의 땅 | Jae-woong                     | Rodada en 2020 y 2021                  | [ 25 ] [ 26 ] |

#### Como director o guionista
| Año  | Título                      | Hangul          | Notas                                   | Ref.          |
| ---- | --------------------------- | --------------- | --------------------------------------- | ------------- |
| 2009 | Love in the Time of Allergy |                 | Cortometraje - también guionista        | [ 1 ]         |
| 2010 | Scoliosis                   | 척추측만        | Cortometraje - director y protagonista  | [ 1 ] [ 13 ]  |
| 2014 | Romance in Seoul            | 서울연애        | Pel. colectiva - codirector y guionista | [ 6 ] [ 27 ]  |
| 2014 | Dempsey Roll: A confession  | 뎀프시롤:참회록 | Cortometraje - director y protagonista  | [ 1 ] [ 12 ]  |
| 2015 | Robot Revival               | 로보트:리바이벌 | Cortometraje - director                 | [ 12 ] [ 15 ] |
| 2018 | My Punch-Drunk Boxer        | 판소리 복서     | Coguionista                             |               |
| 2022 | Boosruck                    | 부스럭          | Cortometraje - codirector y guionista   |               |
| 2022 | The Dream Songs             |                 | Largometraje - director                 | [ 28 ]        |

### Series de televisión
| Año   | Título                   | Papel            | Canal   | Notas                       | Ref.   |
| ----- | ------------------------ | ---------------- | ------- | --------------------------- | ------ |
| 2017  | Argon                    | Heo Jong-tae     | tvN     |                             | [ 2 ]  |
| 2019  | Recuerdos de la Alhambra | Choi Yang-joo    | tvN     |                             | [ 9 ]  |
| 2019  | Hotel del Luna           | Sánchez          | tvN     |                             | [ 29 ] |
| 2019  | The Lies Within          | Park Seong-jae   | OCN     | Aparición especial          | [ 30 ] |
| 2021  | D.P.                     | Jo Suk-bong      | Netflix | Serie web, 1.ª temporada    | [ 10 ] |
| 2021  | Inspector Koo            | Oh Kyung-soo     | jTBC    |                             | [ 31 ] |
| 2023  | One Day Off              | Profesor de arte |         | Serie web                   | [ 32 ] |
| 2023  | Revenant                 | Chamán           | SBS     | Aparición especial          | [ 33 ] |
| Próx. | Pleasant Bullying        | Young-gyun       |         | Serie web en diez episodios | [ 34 ] |

## Premios y nominaciones
| Año  | Premios                                                   | Categoría                           | Obra candidata              | Resultado | Ref.   |
| ---- | --------------------------------------------------------- | ----------------------------------- | --------------------------- | --------- | ------ |
| 2010 | 36.º Festival de Cine Independiente de Seúl               | Mención Especial del Jurado         | Love in the Time of Allergy | Ganador   |        |
| 2010 | 4.º Festival de Cine Great Short                          | KT & G Gold Crown                   | Love in the Time of Allergy | Ganador   |        |
| 2017 | 5.º Wildflower Film                                       | Mejor actor                         | The First Lap               | Nominado  |        |
| 2019 | 23.º Festival Internacional de Cine Fantástico de Bucheon | Mejor actor                         | Film Adventure              | Ganador   | [ 35 ] |
| 2019 | 7.os Premios Wildflower Film                              | Mejor actor                         | Film Adventure              | Nominado  |        |
| 2022 | 20.os Premios Director's Cut                              | Mejor actor revelación (televisión) | D.P.                        | Ganador   | [ 36 ] |
| 2022 | 58.os Premios Baeksang Arts                               | Mejor actor de reparto (televisión) | D.P.                        | Ganador   | [ 37 ] |
| 2024 | 60.os Premios Baeksang Arts                               | Mejor director novel (cine)         | The Dream Songs             | Nominado  | [ 38 ] |